# Acmaeodera simulata
Acmaeodera simulata är en skalbaggsart som beskrevs av Van Dyke 1937. Acmaeodera simulata ingår i släktet Acmaeodera och familjen praktbaggar. Inga underarter finns listade i Catalogue of Life.